# Centralhuset

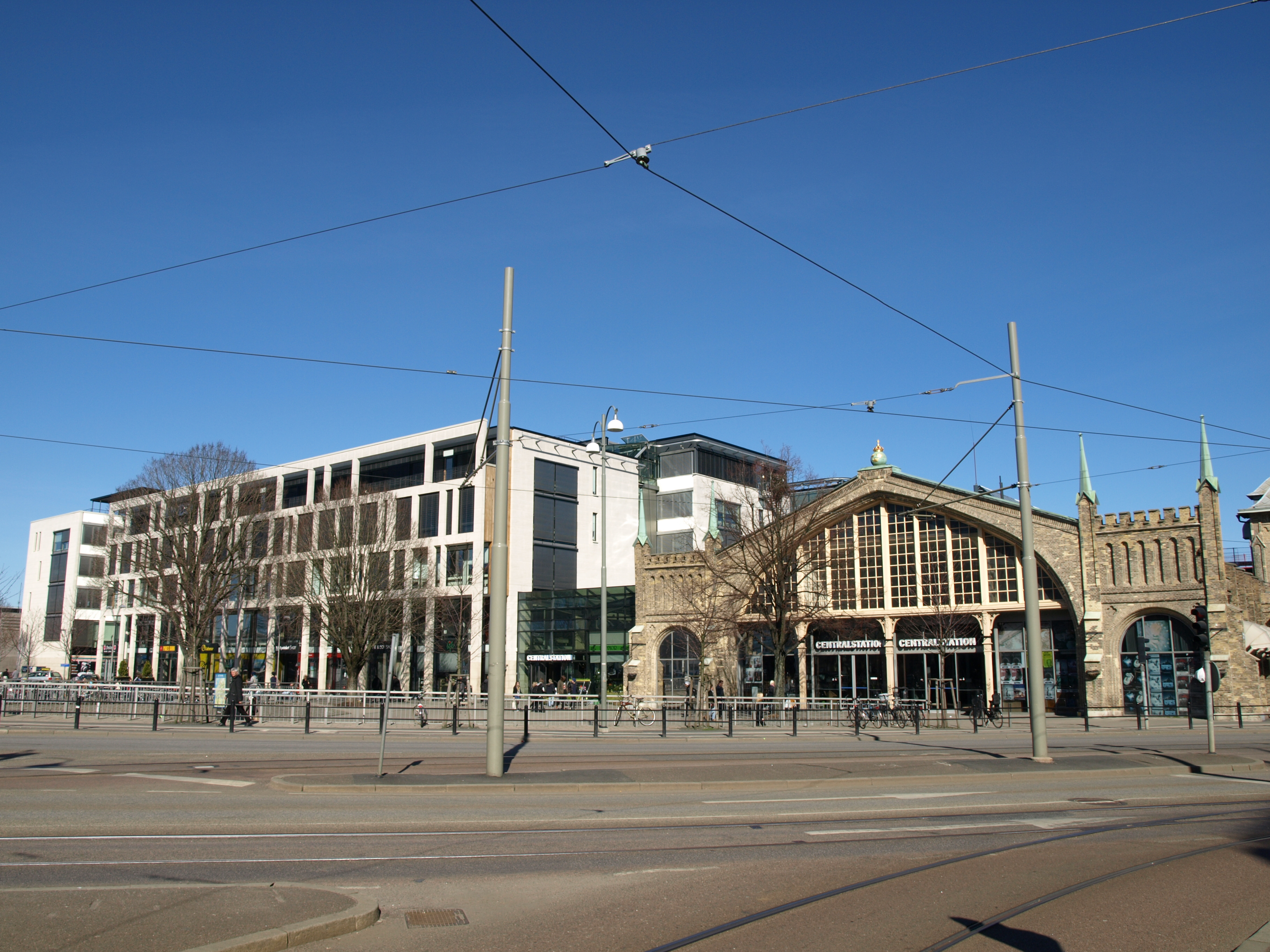
Centralhuset är det vita till vänster på bilden.

Centralhuset är ett byggnadskomplex i centrala Göteborg som byggts upp kring Centralstationen. Centralstationen består nu både av en del av Centralhuset och den äldre Centralstationsbyggnaden. Centralhuset har ritats av det norska arkitektkontoret Kari Nissen Brodtkorb A/S och stod klart 2003. Centralhuset rymmer förutom en del av Centralstationen, även hotellet First Hotel G, kontor (bland annat huvudkontoret för Lindex), butiker och matställen. Adressen är Nils Ericsonsplatsen, vilket är platsen väster om centralhuset.